# Sillon du tube auditif
Le sillon du tube auditif est une gouttière située sur la moitié latérale de la grande aile de l'os sphénoïde.

## Structure
Le sillon du tube auditif s'étend de l'épine de l'os sphénoïde au foramen jugulaire délimité par la partie pétreuse de l'os temporal et l'os sphénoïde.
Il est dans le prolongement du canal musculo-tubaire et répond au tube auditif.